# Fragment pasji
Fragment pasji – zachowany fragment średniowiecznego utworu pasyjnego prozą w języku polskim.
Tytuł Fragment pasji jest umownym określeniem, nadanym przez badaczy. Utwór powstał prawdopodobnie w pierwszej połowie XV wieku. Zachował się fragmentarycznie w odpisie dokonanym w XIX w. na podstawie kopii z około 1450, mieszczącej się łacińskim kodeksie obok Sacramentale Mikołaja z Błonia.
Fragment opisuje poszukiwanie Jezusa przez Judasza, któremu towarzyszą żydowscy słudzy z bronią i latarniami, oraz modlitwę Jezusa w Ogrójcu. Nie jest znany łaciński pierwowzór Fragmentu. Prawdopodobnie na tym samym źródle oparty był niemiecki traktat pasyjny z XIV wieku autorstwa Henryka z St. Gallen. Fragment wykorzystywany był przez późniejszych twórców polskich utworów pasyjnych. Jego ślady można odnaleźć w takich utworach, jak Rozmyślanie przemyskie, Żywot Pana Jezu Krysta, Rozmyślania dominikańskie, Sprawa chędoga o męce Pana Chrystusowej, Męka Pana Jezusowa.